# 萨拉班德
萨拉邦德（西班牙語：Zarabanda，又稱薩拉邦德）是一种庄严的西班牙舞曲，是缓慢的三拍子，其中第二拍为强拍。
萨拉邦德最早是被巴拿马诗人麦克西亚于1539年在其诗歌中提到的一种舞蹈，这种舞蹈在西班牙的南美洲殖民地中风行，后来传播回西班牙，但在1583年因为认为其猥亵而被禁止，在当时的文学作品中常被提起，例如在塞万提斯和维加的作品中。 
在巴洛克时期，萨拉邦德常被用作组曲中，一般都放在第三乐章，例如巴赫的无伴奏大提琴组曲，这时的萨拉邦德比在西班牙流行时期更缓慢，适合欧洲宫廷的舞蹈。在20世纪时，萨拉邦德重新风行，在克劳德·德彪西和埃里克·薩蒂的作品中都有应用。